# Diogo Cão
Diogo Cão, también conocido como Diego Cao (Vila Real (o en Évora), ca. 1452-1486 ?), fue uno de los más destacados navegantes portugueses del siglo XV, recordado por haber realizado dos viajes de descubrimiento en la costa occidental africana entre 1482 y 1486 al servicio de Juan II de Portugal. Fue el primer europeo conocido en avistar y entrar en el río Congo y en explorar la costa entre el cabo de Santa Catalina y el cabo Cross, casi desde el ecuador hasta la bahía de Walvis, en la costa actual de Namibia.

## Primeros años y familia

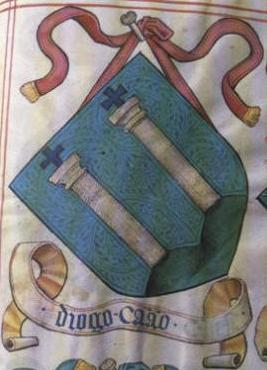
Escudo de armas de Diogo Cão

Diogo Cão probablemente nació en Vila Real (algunos dicen que en Évora), a mediados del siglo XV, ca. 1452, siendo hijo ilegítimo de Álvaro Fernandes o Gonçalves Cão, hidalgo de la Casa Real, él mismo hijo ilegítimo de Gonçalo Cão. Poco se sabe de sus primeros años. Siendo hijo de militar, entra en la marina a los 14 años, llegando a capitán en 1480 y siendo encargado de garantizar la seguridad de las factorías portuguesas en aguas africanas.
Se sabe que Cão se casó y que tuvo cuatro hijos: Pedro, Manuel, André Afonso e Isabel.

### Primer viaje (1482-83)
Cuando el rey Juan II de Portugal reavivó la obra emprendida por Enrique el Navegante, envió a Cão (alrededor de mediados del verano (?) de 1482) para reconocer la costa africana aún más allá del ecuador. En ese viaje Cão descubrió la boca y el estuario del río Congo (tal vez en agosto de 1482) y dejó constancia de ello erigiendo un padrão, o pilar de piedra (que aún existe, pero solo en fragmentos) erigido en punta Shark (punta de tiburón), en el que consta la soberanía de Portugal sobre el gran río. (Con Diego Cão los padrões de piedra sustituyeron a las antiguas cruces de madera que usaron los portugueses para atestiguar su presencia en las zonas descubiertas.)
Cão también remontó aguas arriba su curso un corto tramo e inició la relación con los nativos del reino del Congo (denominado Manicongo o Bakongo), con el objeto de lograr el vasallaje de su rey, Nzinga Nkuwu. Cão costeó luego hacia el sur a lo largo de la costa de la actual Angola (África Occidental Portuguesa) y erigió un segundo padrão, probablemente en el lugar en que terminó el viaje, en el cabo de Santa María (el monte Negro de esos primeros visitantes, a los 13º S). Consta fehacientemente que estaba de regreso en Lisboa a principios de abril de 1484, acompañado por cuatro indígenas del reino del Congo, cuando Juan II le ennobleció, haciéndole cavaleiro (caballero) de su casa (ya era escudeiro de la misma), y le concedió una renta vitalicia y un escudo de armas (8 de abril y 14 de abril de 1484, respectivamente).  En la vuelta, descubrió la isla de Annobón.

### Segundo viaje (1484-86)

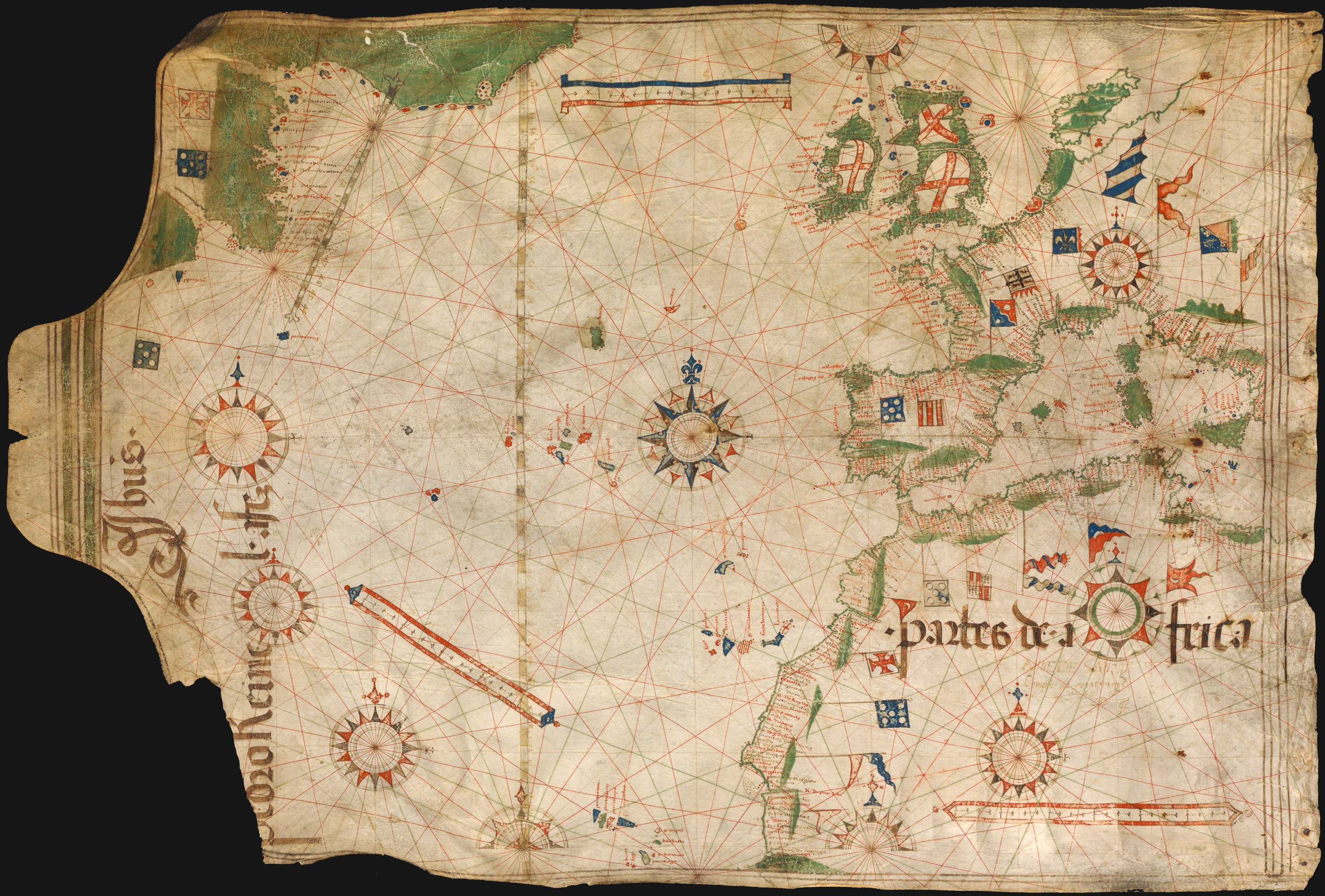
Mapa de Pedro Reinel de 1504 que ya recoge las expediciones de Diogo Cão.

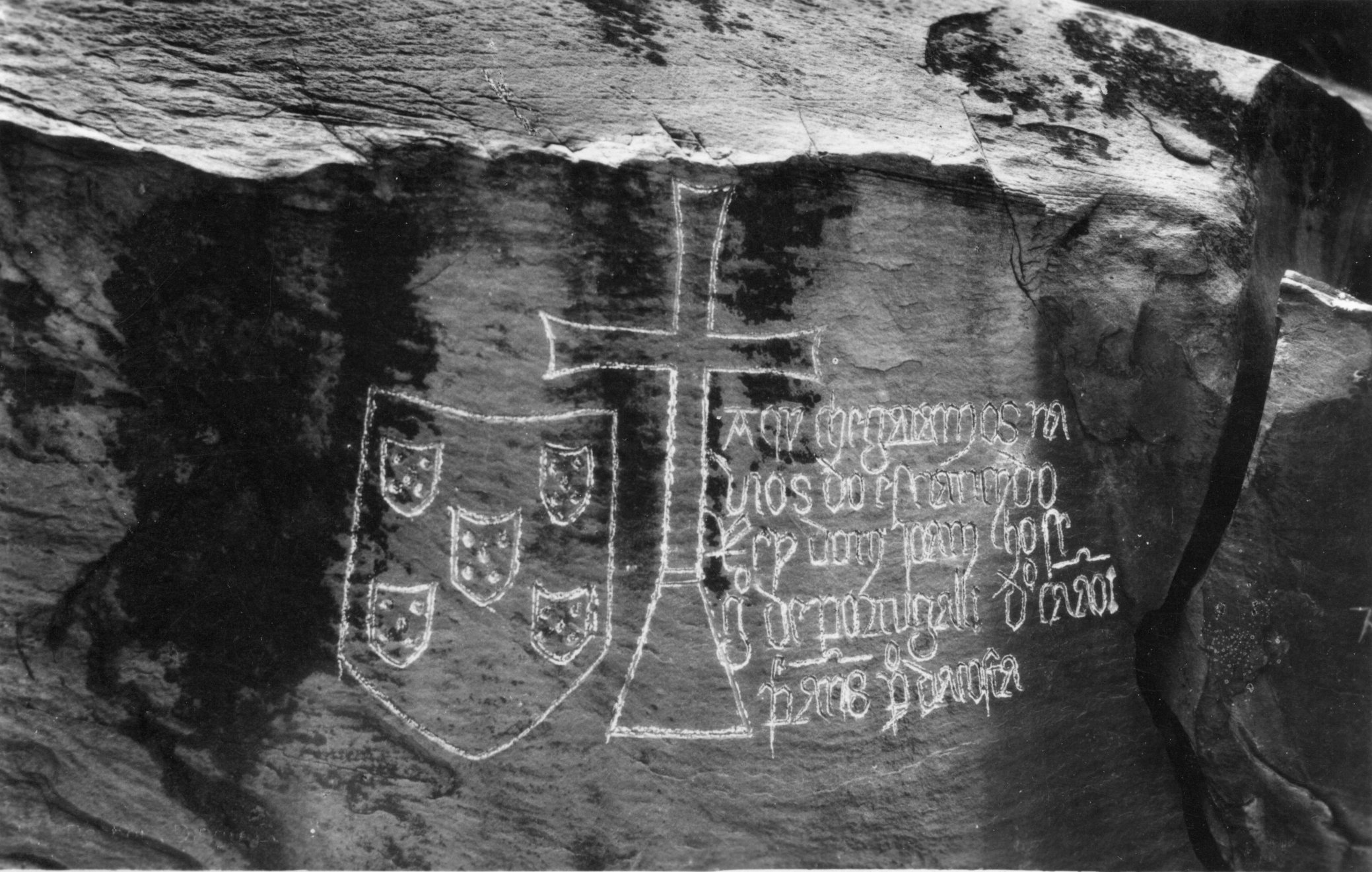
Piedra de Ielala, con las inscripciones de Diogo Cão

Que Cão, en su segundo viaje de 1484-1486, estuvo acompañado por Martin Behaim (como se alega en el globo de Núremberg de 1492) es muy dudoso, pero se sabe que el navegante volvió a visitar el Congo y erigió dos padrões más allá del más lejano erigido en su viaje anterior. El primero en otro monte Negro y el segundo en cabo Cross, que probablemente marca el final de su progreso hacia el sur, avanzando 1400 km. También remontó en este viaje el río Congo, que él consideraba como la vía de acceso hacia el reino del Preste Juan, hasta llegar a los alrededores de Matadi. Allí, en octubre o noviembre de 1485, cerca de las cataratas de Ielala, dejó una inscripción grabada en la piedra que da testimonio de su paso y el de sus hombres: «Aqui chegaram os navios do esclarecido rei D. João II de Portugal - Diogo Cão, Pero Anes, Pero da Costa» ["Aquí llegaron los navíos del esclarecido rey João II dede Portugal - Diogo Cão, Pero Anes, Pero da Costa"]. Hans-Hugold von Schwerin. Este padrão fue reconocido por el explorador sueco Hans-Hugold von Schwerin en 1887.
No se sabe si Cão murió en esta exploración o llegó a volver a Portugal, aunque sus hombres y los enviados del reino del Congo sí arribaron a Portugal en algún momento de 1488, llevados por Bartolomé Díaz, que se convertiría en el sucesor de Cao en la exploración africana. De acuerdo a una autoridad (una leyenda en el mapa de 1489 de Henricus Martellus Germanus), Cão murió en el cabo Cross; pero João de Barros y otros escribieron de su regreso al Congo y de que posteriormente tomó parte en un envío de nativos a Portugal.

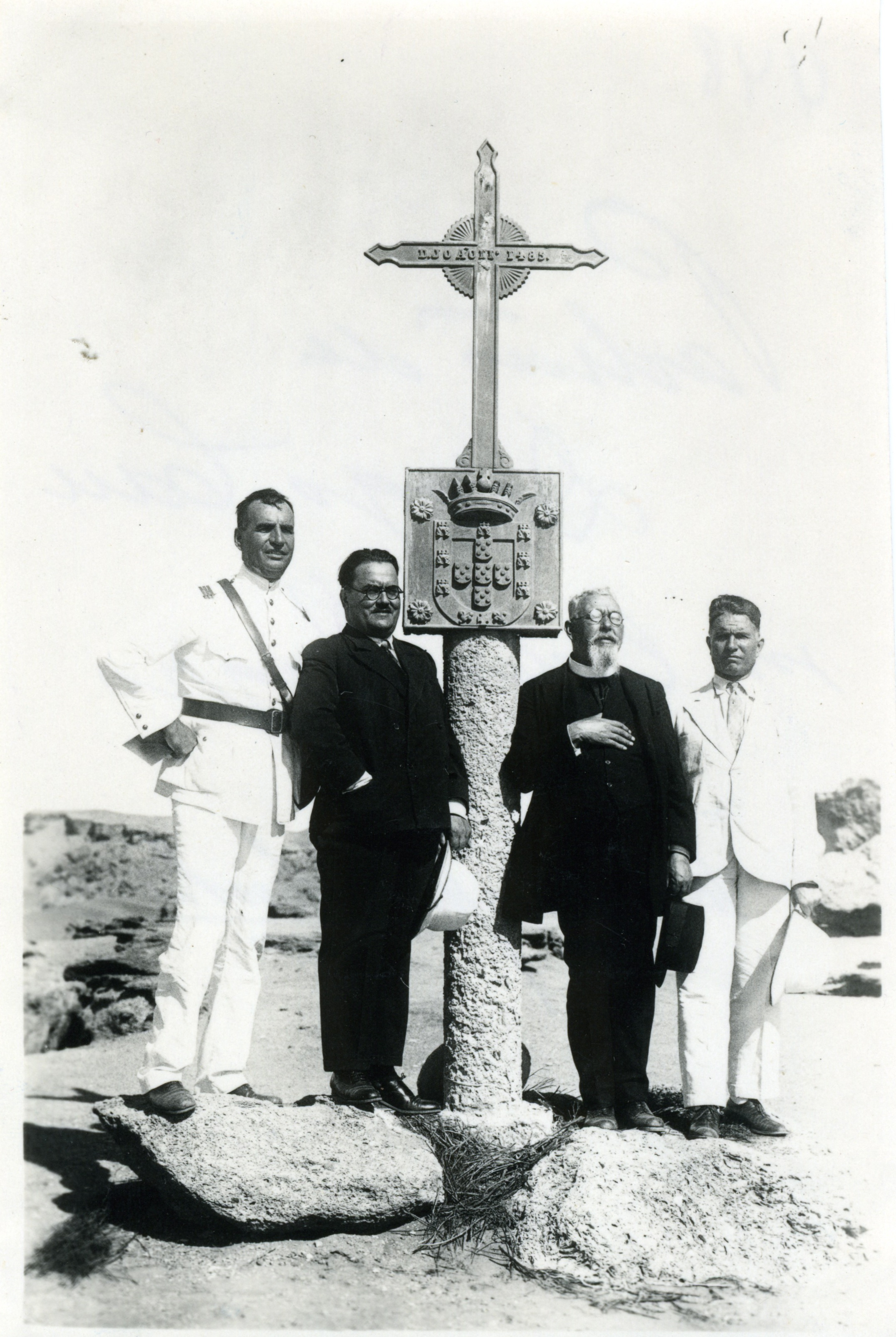
El padrão de Diogo Cão en el cabo Negro (fotografía para la exposición colonial portuguesa, 1934)

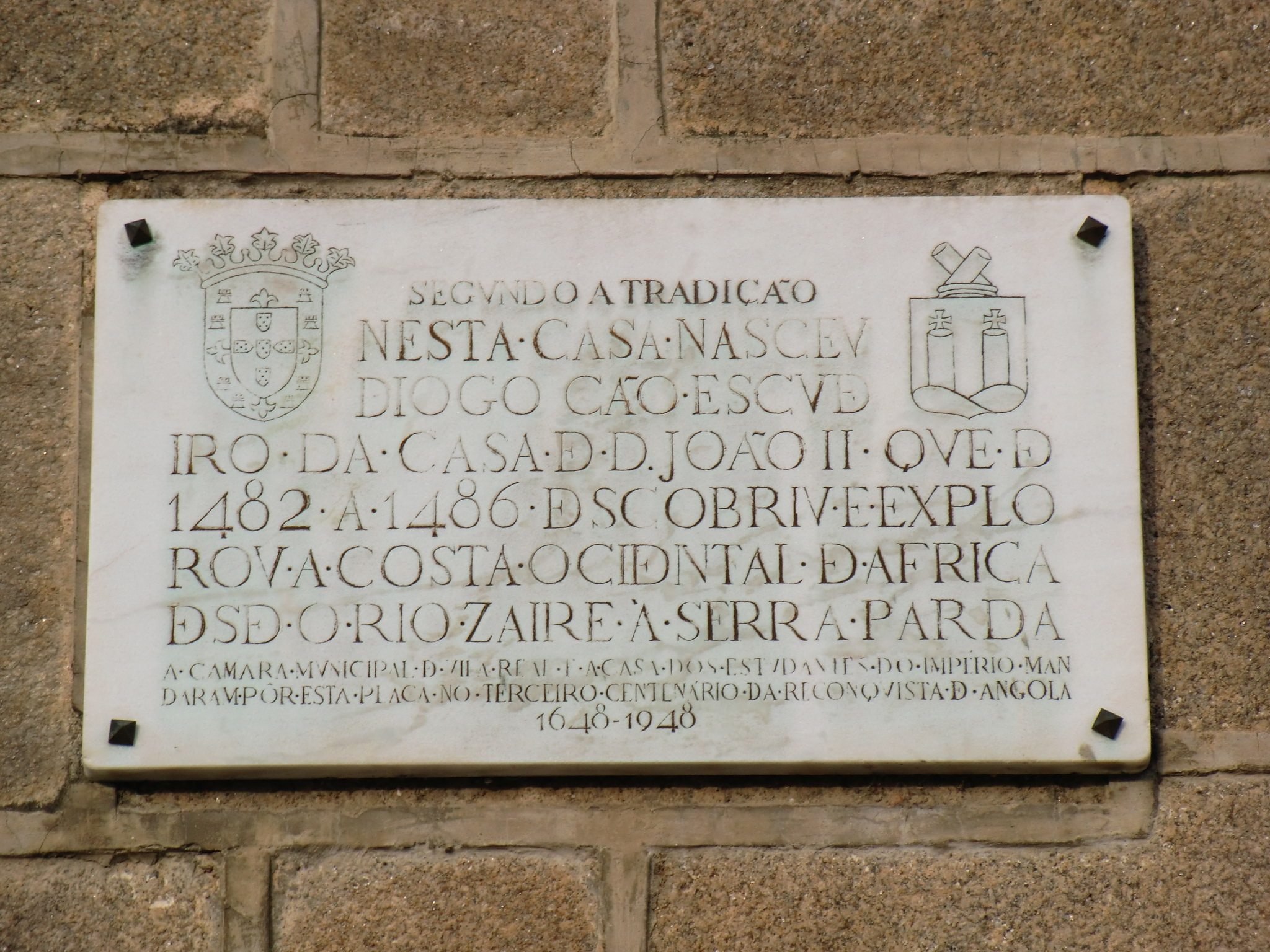
Placa conmemorativa sobre la supuesta casa natal de Diogo Cão en Vila Real

Los cuatro padrões erigidos por Cão en sus dos viajes han sido todos descubiertos in situ, y las inscripciones en dos de ellos, el del cabo de Santa María y el del cabo Cross, datados en 1482 y 1485, respectivamente, todavía no han podido ser leídas y han sido impresas. El padrão del cabo Cross se encuentra ahora en Kiel (reemplazado en el terreno por una reproducción de granito). Los padrões del estuario del Congo y del monte Negro se hallan en el Museo de la Sociedad Geográfica de Lisboa.